# 발볼

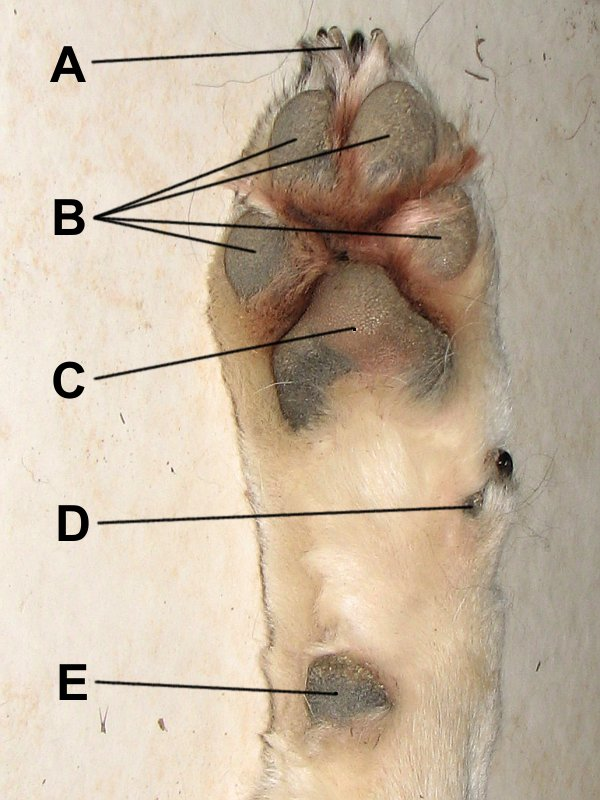

발볼(ball of the foot)은 발가락과 발아치 사이에 있는 발바닥의 푹신한 부분으로 발허리뼈의 머리 부분 아래쪽을 가리킨다.
비교 발 형태학에서 발볼은 발이 있는 많은 포유동물에서 손허리뼈 (앞발) 또는 발허리뼈 (뒷발) 완충부와 가장 유사하며 대부분 동일한 기능을 한다.
스포츠를 할 때 발볼은 가장 중요한 부분이다. 테니스와 같은 많은 스포츠들에서 선수들은 민첩성을 높이기 위해 발볼로 딛고 선다.
발볼은 흔히 통증이 발생하는 부위이며,  이는 발허리뼈 통증으로 알려져 있다. 하이힐을 자주 신는 사람들은 신발의 경사로 인해 오랜 시간 동안 가해지는 엄청난 압력으로 인해 발바닥에 통증이 생기는 경우가 많다. 이를 해결하기 위해 신발 속에 넣어 압력을 덜어주는 발볼 용 또는 전체적인 발 완충재 시장이 활성화되어 있다. 또한 완충 효과를 위해 발볼에 진피 필러를 주입하는 시술을 할 수도 있다.

## 같이 보기
- 발허리뼈
- 발허리뼈 통증
- 발 패드
- 촉각 패드
- 지방 패드